# Megasema inalpina
Megasema inalpina är en fjärilsart som beskrevs av Hartig 1938. Megasema inalpina ingår i släktet Megasema och familjen nattflyn. Inga underarter finns listade i Catalogue of Life.